# Ramón Aguirre Suárez
Ramón Alberto Aguirre Suárez (Tucumán, 18 de outubro de 1944 – La Plata, 29 de maio de 2013) foi um futebolista argentino, que atuava como zagueiro. Fez sucesso no Estudiantes de La Plata de 1967 a 1970. Jogou também no futebol espanhol, tendo vestido as camisas de Granada e  Salamanca. Encerrou a carreira em 1977, após 4 jogos pelo Lanús.

## Participação no "Massacre da Bombonera"
No jogo entre o Estudiantes e o Milan, válido pela Copa Intercontinental, Aguirre Suárez (que havia marcado um dos gols do time Pincharrata, e que também foi o único de sua carreira) desferiu uma violenta cotovelada no franco-argentino Néstor Combin, do time italiano, acusado de ser "traidor" por jogar na Seleção da França, que defendia desde 1964. Ambos permaneceram em campo, mas o zagueiro e seu companheiro de time Eduardo Manera, que apelavam para faltas durante a partida, receberiam o cartão vermelho.
El Negro receberia uma longa suspensão, juntamente com Manera. Eles ainda foram presos juntamente com o goleiro Poletti (que chegou a ser banido do futebol, mas teria a punição revogada), por determinação do então presidente argentino, Juan Carlos Onganía. Foi eleito o jogador argentino mais violento da história, numa votação não-oficial ocorrida na internet.

## Carreira

### Clubes
| Clube                   | País      | Ano       |
| ----------------------- | --------- | --------- |
| Estudiantes de La Plata | Argentina | 1966-1971 |
| Granada CF              | Espanha   | 1971-1974 |
| UD Salamanca            | Espanha   | 1974-1975 |
| Lanús                   | Argentina | 1976-1977 |

### Conquistas
Estudiantes de La Plata
- Copa Libertadores da América (3): 1968, 1969, 1970
- Primera División Argentina (1): Metropolitano 1967
- Copa Intercontinental (1): 1968
- Copa Interamericana (1): 1969